# 拿破崙加冕
《拿破崙加冕》（法語：Le Sacre de Napoléon）是法國畫家雅克-路易·大衛於1807年完成的油畫，描述拿破崙的加冕禮場景。

## 歷史
1804年9月，拿破崙口頭委託雅克-路易·大衛製作這幅畫，他於1805年12月21日開始在索邦神學院附近克魯尼學院小教堂裡開工。雅克-路易·大衛在學生喬治·魯杰特（Georges Rouget）的協助下，於1808年1月完成這幅畫。
從1808年2月7日至3月21日，《拿破崙加冕》於1808年在年度沙龍畫展上展出。這幅畫為大衛的私人財產，1819年轉移到皇家博物館，直到1837年保存在館內。然後在路易-菲利普一世國王命令下，《拿破崙加冕》被安置在凡爾賽宮博物館。 1889年，《拿破崙加冕》從凡爾賽宮轉移到羅浮宮。
此画其实有两幅，第一版本现存于卢浮宫，1808年至1822年間大卫親自複製重畫的第二版本现存于凡尔赛宫，两幅画均为真品。差别在于画面中拿破仑妹妹宝琳公主着装颜色不同：凡尔赛宫的这幅着红纱，卢浮宫的另一幅着白纱。
雅克-路易·大衛受美國企業家的委託，在1808年原版發行後立即繪製全尺寸複製品。他在那一年開始工作，但直到1822年在布魯塞爾流亡期間才完成。複製品最終於1947年返回法國凡爾賽宮。

## 文獻
- Malika Dorbani-Bouabdellah, https://www.louvre.fr/en/oeuvre-notices/consecration-emperor-napoleon-and-coronation-empress-josephine-december-2-1804 （页面存档备份，存于）
- Jean Tulard, Le Sacre de l'empereur Napoléon. Histoire et légende, Paris 2004 ISBN 2-213-62098-9

## 外部連結
- Louvre Museum's interactive closer look at The Coronation of Napoleon （页面存档备份，存于）